# Nati nel 1095
| Questa pagina contiene informazioni ricavate automaticamente dalle voci biografiche con l'ausilio del template Bio e di un bot. L'aggiornamento è periodico e automatico e ricostruisce completamente la pagina. Se manca una persona in questa lista, sei pregato di non aggiungerla, ma accertati piuttosto che la sua voce biografica contenga il template Bio e che i dati anagrafici siano correttamente compilati. Se il template Bio manca, inseriscilo tu stesso o, in alternativa, metti l'avviso {{tmp\|Bio}} che ne segnala la mancanza. Se i dati riportati sono sbagliati, correggi direttamente la voce biografica; le modifiche saranno visibili in questa lista entro pochi giorni. Per chiarimenti vedi il progetto biografie. La lista contiene solo le 11 persone che sono citate nell'enciclopedia e per le quali è stato implementato correttamente il template Bio. Pagina aggiornata al 2 ago 2025. |

- 4 luglio - Usama ibn Munqidh, storico, letterato e politico arabo († 1188)
- 22 dicembre - Ruggero II di Sicilia, re († 1154)
- Amedeo III di Savoia, nobile († 1148)
- Ibn Bajja, astronomo, filosofo e musicista arabo († 1138)
- Hugh Bigod, I conte di Norfolk, nobile britannico († 1177)
- Gertrude di Comburg, nobile tedesco
- Guglielmo II di Puglia, nobile († 1127)
- Malachia di Armagh, abate e arcivescovo cattolico irlandese († 1148)
- Pierre de Bruys, predicatore francese († 1131)
- Ibn Shahrashub, giurista persiano († 1192)
- Vittore IV, cardinale e vescovo cattolico italiano († 1164)